# Laurence Washington (député de Maidstone)
 (mai 2025).
Pour les articles homonymes, voir Washington.
Laurence Washington (c. 1546 - 1619) de Chancery Lane, Londres et Maidstone, Kent, fut un homme politique anglais.
Washington était l'officier de l'état civique de Chancery de 1593 jusqu'à sa mort. En plus, il fut le député de Maidstone dans le Parlement d'Angleterre en 1604.